# Center Township (Clinton County, Iowa)
Die Center Township ist eine von 18 Townships im Clinton County im Osten des US-amerikanischen Bundesstaates Iowa.

## Geografie
Die Center Township liegt im Osten von Iowa rund 12 km westlich des Mississippi, der die Grenze zu Illinois bildet. Die Grenze zu Wisconsin befindet sich rund 90 km nördlich.
Die Center Township liegt auf 41°54′12″ nördlicher Breite und 90°22′16″ westlicher Länge und erstreckt sich über 109,88 km².
Die Center Township liegt im östlichen Zentrum des Clinton County und grenzt im Norden an die Deep Creek Township, im Nordosten an die Elk River Township, im Osten an die Hampshire Township, im Südosten an die keiner Township angehörige Stadt Clinton sowie an eine Exklave der Camanche Township, im Süden an die Eden Township, im Südwesten an die De Witt Township, im Westen an die Washington Township und im Nordwesten an die Waterford Township.

## Verkehr
Durch den äußersten Nordosten der Center Township führt der Iowa Highway 136. Alle weiteren Straßen sind County Roads sowie weiter untergeordnete und zum Teil unbefestigte Fahrwege.
Der nächstgelegene Flugplatz ist der rund 2 km südöstlich der Township gelegene Clinton Municipal Airport; der nächstgelegene größere Flughafen ist der rund 70 km südlich gelegene Quad City International Airport.

## Bevölkerung
Bei der Volkszählung im Jahr 2010 hatte die Township 580 Einwohner. Neben Streubesiedlung existieren in der Center Township zwei (gemeindefreie) Siedlungen:
- Elvira
- Tenmile1

1 – teilweise in der Deep Creek Township